# 蛇头草
蛇头草（学名：Arisaema japonicum）是天南星科天南星属的植物。分布在台湾岛、日本以及中国大陆的重庆、湖北、浙江等地，多生长在山坡林中、山坡阴湿地或阴湿地，目前尚未由人工引种栽培。
其种加词“japonicum”意为“日本的”。